# Sistema de sellado por compresión
El sistema de sellado por compresión, también denominado sellado mediante gland, permite realizar el sellado de algún tipo de elemento (tales como: sensor de temperatura, cable, conductor, tubería, caño, cable de fibra óptica) cuando dicho elemento debe pasar a través de una pared que retiene un gas, líquido o material contaminante. Un sistema de sellado mediante compresión, puede tener los siguientes objetivos: 
- Previene que el elemento se desplaze empujado por el diferencial de presión que actúa sobre él.
- Evita la fuga de gas o líquido a través del orificio en el cual se encuentra ubicado el elemento
- En algunos casos provee aislamiento eléctrico al elemento respecto al material del recinto en que está fijado.

A diferencia de un sello epoxy o una arandela de goma, un sistema de sellado por compresión, utiliza componentes mecánicos y una fuerza axial para comprimir un sello blando dentro de un alojamiento creando así un sello. En contraposición un sello epoxy se forma mediante el volcado de un compuesto en un molde o reservorio para así generar un sello.

## Usos

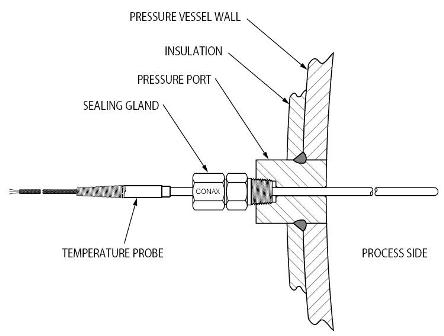
Sellado por compresión, en la entrada de una línea de instrumentación de un sensor de temperatura, en un recipiente de presión.

Usos típicos incluyen recipiente de presión, autoclaves, tanques de almacenamiento, tuberías, hornos, o todo otro dispositivo en el que cables o sensores deban pasar desde el lado interior al exterior de un recipiente o pared sobre la que existen diferentes presiones de cada lado o medios contaminantes.